# Die außergewöhnlichen Abenteuer des Saturnino Farandola
Die außergewöhnlichen Abenteuer des Saturnino Farandola ist ein französisch-italienischer, fantastischer Abenteuerfilm von Marcel Fabre aus dem Jahr 1913. Der fragmentarisch erhaltene Stummfilm basiert auf der Romanparodie Voyages très extraordinaires de Saturnin Farandoul (dans les 5 ou 6 parties du monde et dans tous les pays connus et même inconnus) de M. Jules Verne von Albert Robida, die 1879 erschienen war.

## Handlung
Die Affeninsel (L’isola delle scimie)
Das Segelschiff „Delfino“ von Barnaba Farandola aus Marseille gerät im Pazifischen Ozean in Seenot. An Bord sind auch Barnabas Ehefrau Sofia und der gemeinsame Sohn Saturnino, der noch ein Baby ist. Kurz bevor das Schiff untergeht, gelingt es beiden, Saturnino in einem kleinen Boot und mit einer Nachricht von ihrem Ende den Wellen zu übergeben. Er wird auf einer Affeninsel angeschwemmt und von den Primaten aufgenommen. Siebzehn Jahre später ist aus Saturnino Farandola ein kräftiger Mann geworden, dem jedoch im Gegensatz zu den anderen Affen kein Schwanz gewachsen ist. Daher wird er von seinen Mitaffen ausgegrenzt und flieht schließlich von der Insel. Die Besatzung des Schiffs „Bella Leocadia“ unter der Leitung von Kapitän Lombrico rettet ihn und erfährt sein Schicksal aus der Nachricht, die seine Eltern vor 17 Jahren verfasst haben und die Saturnino immer noch bei sich trägt.
Saturnino ist nach einem Jahr auf der „Bella Leocadia“ ein tüchtiger Matrose geworden. Piraten überfallen das Schiff und nehmen die Mannschaft gefangen. Auf der Pirateninsel gelingt es Saturnino zwar, alle Männer zu befreien, doch wird bei dem anschließenden Gefecht mit den Piraten Kapitän Lombrico getötet. Saturnino selbst wird zum neuen Kapitän der „Bella Leocadia“ gewählt.
Saturnino und seine Geliebte Mysora sind später gemeinsam auf Tauchgang. Als er gerade mit einer Riesenmuschel kämpft, um deren große Perle zu stehlen, wird Mysora von einem Wal verschlungen. Trotz Verfolgungsjagd mit einem Ruderboot gelingt es Saturnino und seinen Männern nicht, den Wal einzuholen.
Der Wal strandet und wird von Professor Croknuff, dem Direktor des großen Aquariums in Melbourne erworben. Im Aquarium gelingt es Mysora, aus dem Wal zu kriechen und sich aus dem Aquarium in die Studierstube Croknuffs zu retten. Saturnino liest von diesem wundersamen Zwischenfall in der Zeitung und begibt sich zu Direktor Croknuff, der sich jedoch weigert, Mysora freizugeben. Croknuff hat die Frau wieder in das Aquarium gesperrt und hofft, an ihr wissenschaftliche Studien vornehmen zu können. Saturnino erklärt Croknuff den Krieg und kehrt auf die Affeninsel zurück, wo er seine früheren Mitbewohner zu Soldaten ausbildet. Er und seine Männer und Affen greifen schließlich Croknuffs „Festung“ an. Dieser zerstört mit einer Bombe das Aquarium und wird von einem freigekommenen Kraken verschlungen. Mysora wird bei der Explosion verletzt, überlebt jedoch.
Auf der Suche nach dem weißen Elefanten (Alla ricerca dell’ elefante bianco)
Saturnino und Mysora haben inzwischen geheiratet und reisen auf dem Überseedampfer „America“. In der Zeitung lesen sie, dass der weiße Elefant des Königs von Siam verschwunden ist, der als Inkarnation von Buddha hoch verehrt wird. Die Suche des Polizeiministers Nao-Ching brachte keine Ergebnisse; für die Wiederbeschaffung des Elefanten sind 20 Millionen Tiko (2.400.000 Sterling bzw. 60.000.000 Franken) ausgelobt. Saturnino, Mysora und die Matrosen wollen den weißen Elefanten wiederbeschaffen und begeben sich im Königspalast in Bangkok zu Nao-Ching, der die Gäste entwaffnet und in einen Hinterhalt lockt. Nao-Ching selbst hat nämlich den Elefanten entführt und verkauft ihn an den Mandarin von San-Kiù. Beim Kampf der Matrosen um Saturnino mit den Männern San-Kiùs wird Mysora als Geisel genommen. Saturnino und die Matrosen geraten in einen Hinterhalt, werden verhaftet und zum Tode verurteilt. Dank Mysoras Hilfe können sie fliehen und später wiederum Mysora und den Elefanten befreien. Der König von Siam hält Wort und zahlt Saturnino und seinen Mitstreitern den ausgelobten Finderlohn.
[Die Episode um die Makalolo-Königinnen] (La regina dei Makalolos)
Einen Monat später fahren Saturnino und Mysora den Nil entlang und retten im Bärenkostüm die beiden Königinnen des Makalolo-Volkes vor den barbarischen Niam-Niam, die von ihnen aufgegessen werden sollten. Zu viert landen sie in der Savanne, in der sie von Löwen bedroht werden, die Saturnino in ein Stachelkostüm gekleidet verjagen kann. Nach erfolgreicher Jagd zum gemeinsamen Rastplatz zurückgekehrt, trifft er weder die beiden Königinnen noch Mysora an. Sie wurden von Gorillas entführt, die Saturnino jedoch mit seiner in der Kindheit erlernten Affensprache besänftigen und so alle drei Frauen retten kann.
Der Verrat des Phileas Fogg (Farandola contro Fileas-Fogg)
Saturnino hat schon bald das Landleben satt und entscheidet sich, mit der „Bella Leocadia“ eine Kreuzfahrt entlang der amerikanischen Küste anzutreten. In Süd-Milligan plant man, die Niagarafälle dem eigenen Gebiet einzuverleiben und beginnt einen Krieg mit Nord-Milligan.
Saturnino lässt sich in Castropolis („Biberstadt“) nieder. Kurze Zeit greifen der Südstaatler Phileas Fogg und Indianerhäuptling Roter Bison die Stadt an. Saturnino wird gefangen genommen, jedoch von der jungen Indianerin „Aufgehender Mond“ befreit. Sie flüchten gemeinsam.
Mysora wird unterdessen von Phileas Fogg, der sie in seiner Gewalt hat, vom Tod ihres Gatten berichtet. Der hat sich in Wirklichkeit aus Rache an Phileas Fogg Nord-Milligan angeschlossen und wurde bereits zum obersten General der Streitkräfte Nord-Milligans ernannt. Phileas Fogg wiederum wird das Kommando der Armee Süd-Milligans angetragen. Es kommt zum Kampf beider Armeen, in der modernste Technik wie die Chloroform-Bombe und ein pneumatischer Staubsauger zum Einsatz kommen. Der finale Kampf zwischen Saturnino und Phileas Fogg spielt sich in der Luft ab: Beide kämpfen in Heißluftballons gegeneinander. Saturnino kann Mysora aus dem Ballonkorb Phileas Foggs retten und den Korb vom Ballon trennen, sodass Phileas Fogg zu Tode stürzt.
Saturnino, Mysora und das Indianermädchen „Aufgehender Mond“ kehren an Bord der „Bella Leocadia“ zurück und fahren zur Affeninsel. Hier verbringen sie, umgeben von Saturninos vierbeinigen Freunden, ihr weiteres Leben.

## Produktion
Die außergewöhnlichen Abenteuer des Saturnino Farandola entstand nach einem Werk von Albert Robida, in dem das Romanuniversum Jules Vernes parodiert wurde. Der Roman Robidas wurde von Marcel Fabre verfilmt, der auch die Hauptrolle übernahm. Für Trickaufnahmen und Szenenbild zeichnete Luigi Maggi (1867–1946) verantwortlich. Seine Premiere erlebte Die außergewöhnlichen Abenteuer des Saturnino Farandola am 25. November 1913.
Ursprünglich bestand der Film aus 18 Episoden von je 20 Minuten Länge, von denen jedoch nur vier viragierte Episoden erhalten sind. Die erhaltenen Teile wurden von Lobster Film unter der Leitung von Serge Bromberg restauriert und mit einer neuen Musikbegleitung versehen. Die restaurierte Fassung erlebte seine deutsche Fernseh-Erstaufführung am 28. Juni 2010 auf dem Sender arte.

## Kritik
Der film-dienst bezeichnete Die außergewöhnlichen Abenteuer des Saturnino Farandola als „abenteuerliche Stummfilm-Verfilmung eines Romans von Albert Robida […] Ein fabuliergewaltiges Filmabenteuer, das stimmungsvoll in den Farben Grün, Gelb, Sepia und Blau viragiert und mit einer neu komponierten Musik versehen wurde.“